# Faut pas pousser
Pour plus de détails, voir Fiche technique et Distribution.
Faut pas pousser (Titre original : Chissà perché... capitano tutte a me) est un film italien réalisé par Michele Lupo en 1980. C'est la suite du film Le Shérif et les Extra-terrestres.

## Synopsis
Traqué par l'armée qui veut tout connaître des secrets de H-1724, son jeune ami de l'espace, le shérif Bud Scott débarque à Maroe, une ville de Géorgie où règne le désordre le plus complet. Comme le poste de shérif est vacant, Scott accepte la place et entreprend de nettoyer la ville. Il commence par arrêter un gangster qui s'intéressait un peu trop à la banque et par neutraliser les frères Harris, spécialistes dans l'utilisation de la dynamite. Alors qu'il s'occupe des Hells Angels qui sèment la terreur dans la région, des Aliens de la planète Damien prennent possession d'un centre de recherches spatiales et tiennent tous les militaires sous leur contrôle. H-1724, comprenant le danger que représentent ces individus pour la Terre, tente l'impossible pour alerter son ami le shérif qui a été arrêté et emprisonné...

## Fiche technique
- Date de sortie : 5 août 1981 (France)
- Titre  français : Faut pas pousser
- Titre  original :  : Chissà perché... capitano tutte a me
- Réalisateur : Michele Lupo
- Scénariste : Michele Lupo
- Société de production :  Leone Film
- Producteur : Elio Scardamaglia
- Montage :  Eugenio Alabiso
- Costumes : Luciano Sagoni
- Musique :  Guido de Angelis et Maurizio de Angelis
- Photo : Franco Di Giacomo
- Cascades dirigées par Giorgio Ubaldi
- Format : couleur
- Langue : italien
- Genre : Comédie
- Durée : 99 minutes
- Affiche : Vanni Tealdi (France)

## Distribution
- Bud Spencer (VF : Pierre Garin) : shérif Scott Hall
- Cary Guffey (VF : Jackie Berger) : H-1724 (Charlie Warren)
- Ferruccio Amendola (VF : Jacques Balutin) : Howard City Mayor
- Lawrence Montaigne : un militaire
- Claudio Undari (VF : Richard Leblond) : Alien Boss
- John Bartha : Chef de police
- Carlo Reali : Lieutenant Turner
- Giancarlo Bastianoni : One of the Brother's Dynamite / Masked Hooligan / Alien
- Giovanni Cianfriglia : Alien
- Ottaviano Dell'Acqua : Cop
- Paolo Figlia
- Lorenzo Fineschi : Second Woodcutter
- Clayton Landey
- Amedeo Leurini
- Enzo Maggio (as Vincenzo Maggio): Cop
- Riccardo Pizzuti : First Woodcutter
- Larry Quackenbush (VF : Jacques Bernard) : le docteur
- Sergio Smacchi : Cop
- Marco Stefanelli

## Éditions vidéos
Le film est sorti en DVD en zone 1 (États-Unis et Canada). En France, il a été édité (par erreur) sous le titre de son prédécesseur (Le Shérif et les extraterrestres). Par ailleurs, cette édition est de très mauvaise qualité, non seulement au niveau de l'image mais aussi avec un fort décalage avec le son vers le milieu du film.